# Universal Media Disc

Logo de l'UMD.

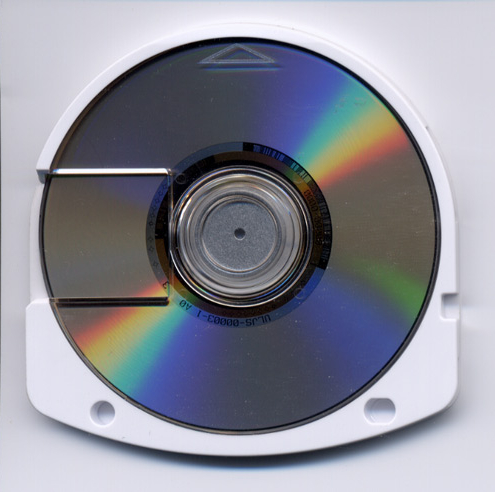
Un UMD.

Pour les articles homonymes, voir UMD.
 (octobre 2019).
Si vous disposez d'ouvrages ou d'articles de référence ou si vous connaissez des sites web de qualité traitant du thème abordé ici, merci de compléter l'article en donnant les références utiles à sa vérifiabilité et en les liant à la section « Notes et références ».
 (août 2025).
Motif : Pas convaincu de l'intérêt d'un article séparé : ce format n'existe que par et pour la PlayStation Portable, et les informations pertinentes trouveraient aisément leur place sur cet article.
- Archive Wikiwix
- Bing
- Cairn
- DuckDuckGo
- E. Universalis
- Gallica
- Google
- G. Books
- G. News
- G. Scholar
- Persée
- Qwant
- (zh) Baidu
- (ru) Yandex
- (wd) trouver des œuvres sur Wikidata

| 1. | Préciser le motif de la pose du bandeau. | Précisez le motif de la pose du bandeau en utilisant la syntaxe suivante : {{admissibilité à vérifier\|date=août 2025\|motif=remplacez ce texte par le motif}}                            |
| 2. | Informer les utilisateurs concernés.     | Pensez à avertir le créateur de l'article, par exemple, en insérant le code ci-dessous sur sa page de discussion : {{subst:avertissement admissibilité à vérifier\|Universal Media Disc}} |

L'UMD (pour « Universal Media Disc ») est un support de stockage optique propriétaire mis au point en 2004 par Sony et destiné à sa console portable PSP (PlayStation Portable).
D'une capacité de 900 Mo (simple couche) à 1,8 Go (double couche), il permet entre autres de stocker des jeux, des films ainsi que de la musique. Le diamètre des disques UMD est de 60 mm. Le disque en lui-même est similaire aux mini DVD les plus utilisés, mais il est protégé par une coque plastique qui permet son insertion à la manière d'une cartouche dans la console. Cette coque de plastique est très sensible à la pression qu'on lui applique lors de la manipulation. La coque est fragile mais réparable, il existe des coques de rechange vendues  sur internet  à l'unité ou par lot,,.
En plus des éditeurs, les studios de cinéma utiliseront ce support pour commercialiser des vidéos dès le lancement de la PSP.
Toutefois en 2006, les ventes très basses d'UMD vidéo conduisent les studios qui en éditent à complètement arrêter, ou fortement réduire leur production.
En 2008, soit quatre années après la sortie de la console et du support, il ne reste plus que la branche cinéma de Sony pour continuer d'éditer quelques titres...avant de complètement s'éteindre.
Ces ventes faibles sont à imputer au prix du media (un UMD vidéo coûte presque le même prix qu'un DVD vidéo) et à l'impossibilité de les visualiser autrement que sur la PSP, celle-ci ne possédait pas de sortie vidéo compatible avec les téléviseurs avant l'arrivée de sa mise à jour : la PSP Slim & Lite, ou PSP-2000.
La PSP Go sortie le 1er octobre 2009 est dépourvue de lecteur UMD. Pour cette console, les jeux utilisés doivent être téléchargés.
Sony a définitivement abandonné l'UMD avec la sortie de la PSVita (qui utilise à présent un nouveau support physique, la NVG Card). Sony annonce qu'il veut privilégier les achats virtuels sur le PlayStation Store que l'achat de supports physiques.